# 里奇維爾 (喬治亞州)
里奇維爾（英語：Ridgeville）是位於美國喬治亞州麥金托什縣的一個非建制地區。該地的面積和人口皆未知。

## 地理
里奇維爾的座標為31°24′23″N 81°24′05″W / 31.40639°N 81.40139°W，而該地的平均海拔高度為7米（即23英尺）。